# 松田圭祐
松田 圭祐（まつだ けいすけ、1988年1月6日 - ）は、日本のラグビーユニオン選手。

## プロフィール
- 北海道出身。
- ポジションはロック(LO)、フランカー(FL)。
- 身長 190cm、体重 110kg
- ニックネームはまっちゃん、まつ、かた。
- U19日本代表[1]やU20日本代表[2]に選ばれたことがある。

## 略歴
16歳からラグビーを始める。 
2006年、大東大一高校卒業後、大東文化大学に入学する。なお大東大一高校時代、高校日本代表候補に選ばれたことがある。
2009年、大東文化大学ラグビー部の副将に就任した。
2010年、大東文化大学卒業後、東芝ブレイブルーパスに加入。同年9月3日に行われたジャパンラグビートップリーグ第1節の三洋電機ワイルドナイツ戦に途中出場で公式戦初出場を果たす。 
2020年、東芝ブレイブルーパスを退団した。